# Argoules
Argoules – miejscowość i gmina we Francji, w regionie Hauts-de-France, w departamencie Somma.
Według danych na rok 2011 gminę zamieszkiwało 330 osób, a gęstość zaludnienia wynosiła 35 osób/km² (wśród 2293 gmin Pikardii Argoules plasuje się na 639. miejscu pod względem liczby ludności, natomiast pod względem powierzchni na miejscu 486.).